# ایوو گربیچ
ایوو گربیچ (انگلیسی: Ivo Grbić؛ زادهٔ ۱۸ ژانویهٔ ۱۹۹۶) بازیکن فوتبال اهل کرواسی است.
از باشگاه‌هایی که در آن بازی کرده‌است می‌توان به باشگاه فوتبال هایدوک اسپلیت اشاره کرد.
وی همچنین در تیم ملی فوتبال زیر ۲۱ سال کرواسی بازی کرده‌است.